# 菅公聖蹟二十五拝
菅公聖蹟二十五拝（かんこうせいせきにじゅうごはい）は、京都から九州（太宰府）まで菅原道真を祀る天満宮の中から、由緒深い25社を選んで順拝する風習である。
明治に入り松浦武四郎が25社を選び、「聖蹟二十五拝順拝双六」を作ったことから始まる。
| 番号   | 神社名           | 住所                                              |
| ------ | ---------------- | ------------------------------------------------- |
| 第1番  | 菅原院天満宮神社 | 京都府京都市上京区烏丸通下立売下ル堀松町408       |
| 第2番  | 錦天満宮         | 京都府京都市中京区新京極通四条上ル中之町537       |
| 第3番  | 菅大臣神社       | 京都府京都市下京区仏光寺通新町西入ル菅大臣町187-1 |
| 第4番  | 吉祥院天満宮     | 京都府京都市南区吉祥院政所町3                     |
| 第5番  | 長岡天満宮       | 京都府長岡京市開田天神2-15-13                     |
| 第6番  | 與喜天満神社     | 奈良県桜井市初瀬14                                |
| 第7番  | 威徳天満宮       | 奈良県吉野郡吉野町吉野山 金峰山寺                 |
| 第8番  | 道明寺天満宮     | 大阪府藤井寺市道明寺1-16-40                       |
| 第9番  | 佐太天神宮       | 大阪府守口市佐太中町7-16-25                       |
| 第10番 | 大阪天満宮       | 大阪府大阪市北区天神橋2-1-8                       |
| 第11番 | 露天神社         | 大阪府大阪市北区曾根崎2-5-4                       |
| 第12番 | 福島天満宮       | 大阪府大阪市福島区福島2-8-1                       |
| 第13番 | 長洲天満宮       | 兵庫県尼崎市長洲本通3-5-1                         |
| 第14番 | 綱敷天満宮       | 兵庫県神戸市須磨区天神町2-1-11                    |
| 第15番 | 天神社           | 兵庫県明石市大蔵天神町8-2511                      |
| 第16番 | 曽根天満宮       | 兵庫県高砂市曽根町2286-1                          |
| 第17番 | 大塩天満宮       | 兵庫県姫路市大塩町汐咲1-50                        |
| 第18番 | 滝宮天満宮       | 香川県綾歌郡綾川町滝宮1314                        |
| 第19番 | 御袖天満宮       | 広島県尾道市長江1-11-16                           |
| 第20番 | 厳島神社天神社   | 広島県廿日市市宮島町1-1                           |
| 第21番 | 防府天満宮       | 山口県防府市松崎町14                              |
| 第22番 | 綱敷天満宮       | 福岡県福岡市博多区綱場町5-7                       |
| 第23番 | 太宰府天満宮     | 福岡県太宰府市宰府4-7-1                           |
| 第24番 | 上宮天満宮       | 大阪府高槻市天神町1-15-5                          |
| 第25番 | 北野天満宮       | 京都府京都市上京区御前通今出川上ル馬喰町          |

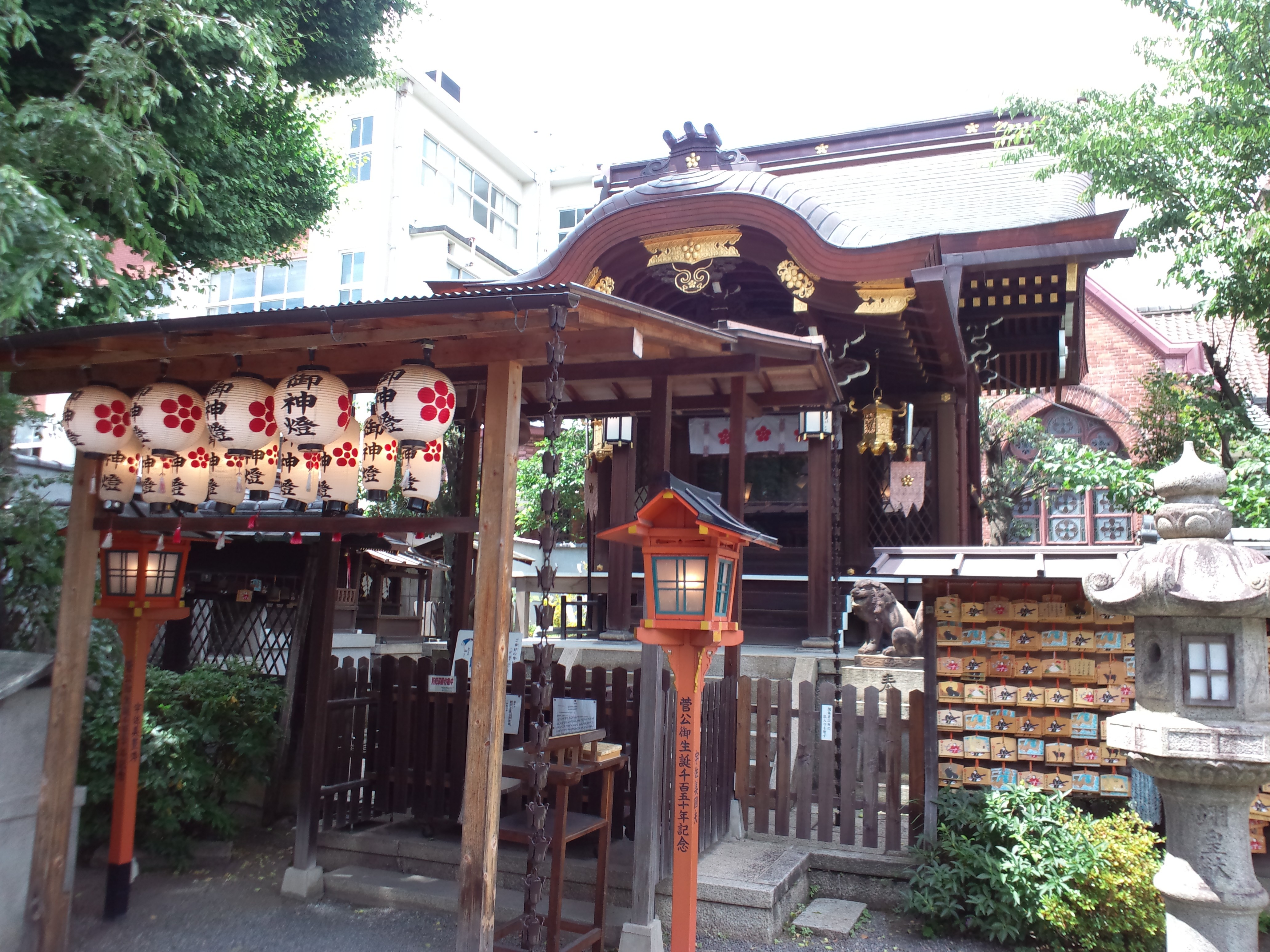
菅原院天満宮神社 （京都府京都市）
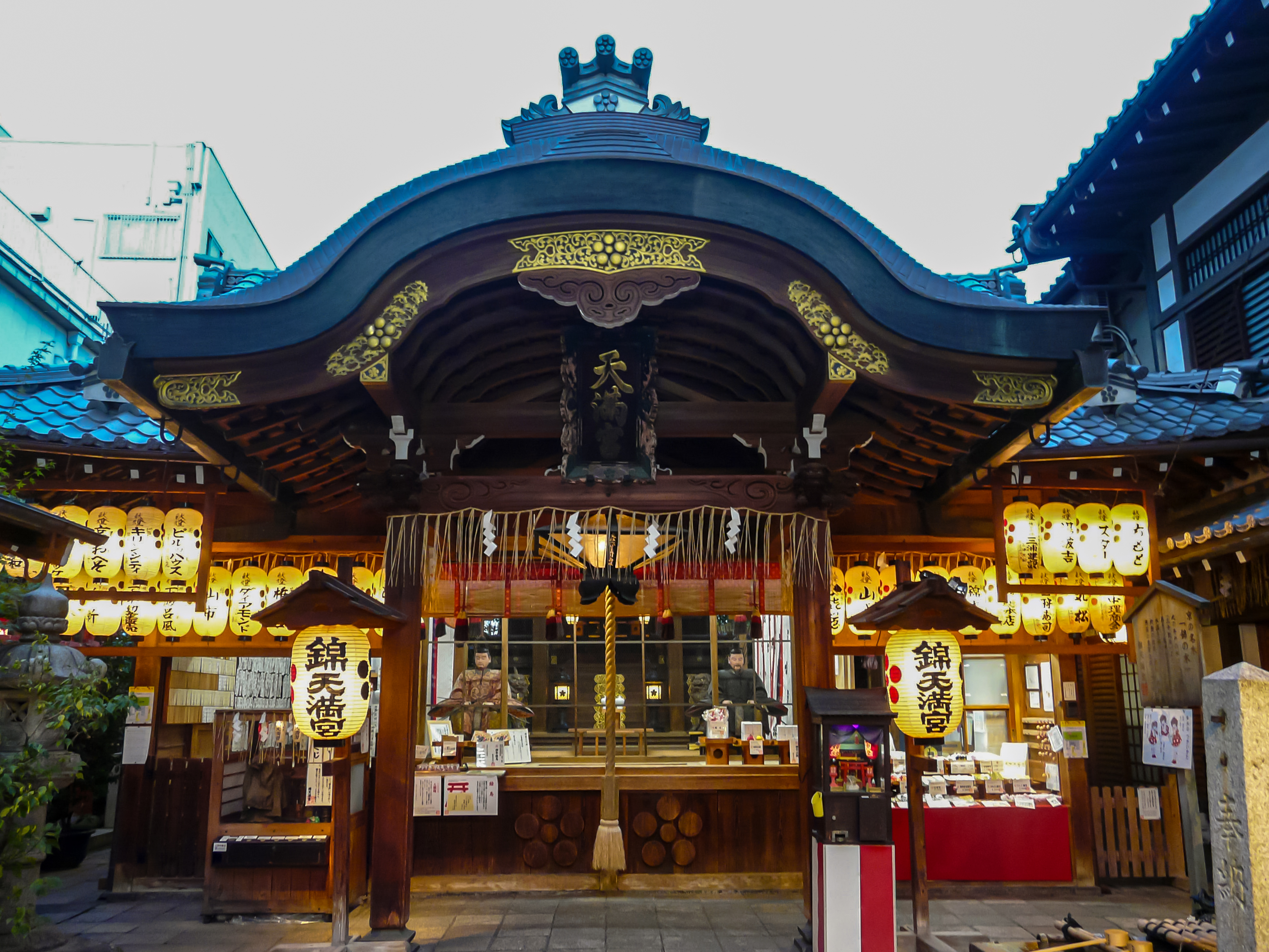
錦天満宮 （京都府京都市）
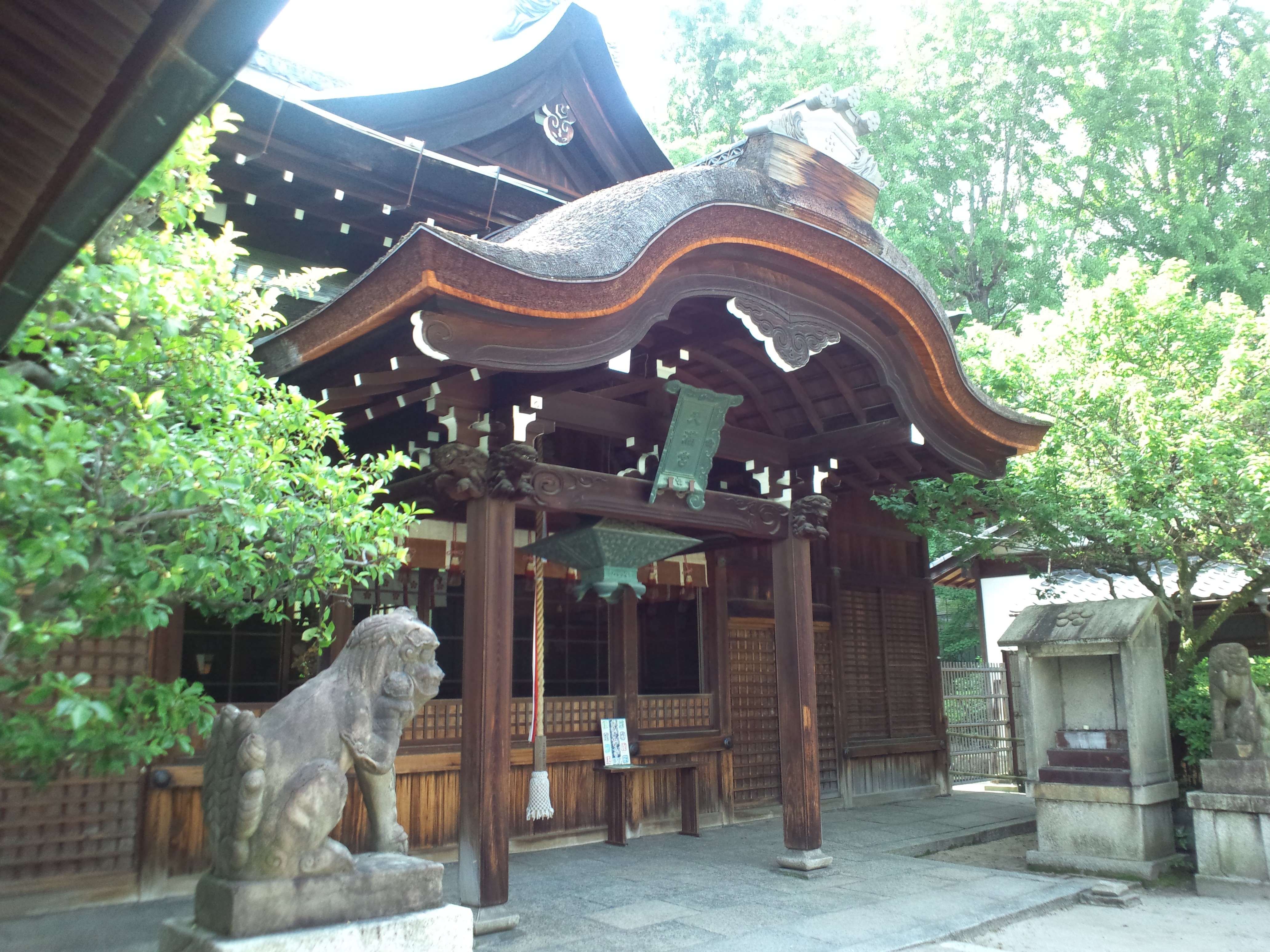
菅大臣神社 （京都府京都市）
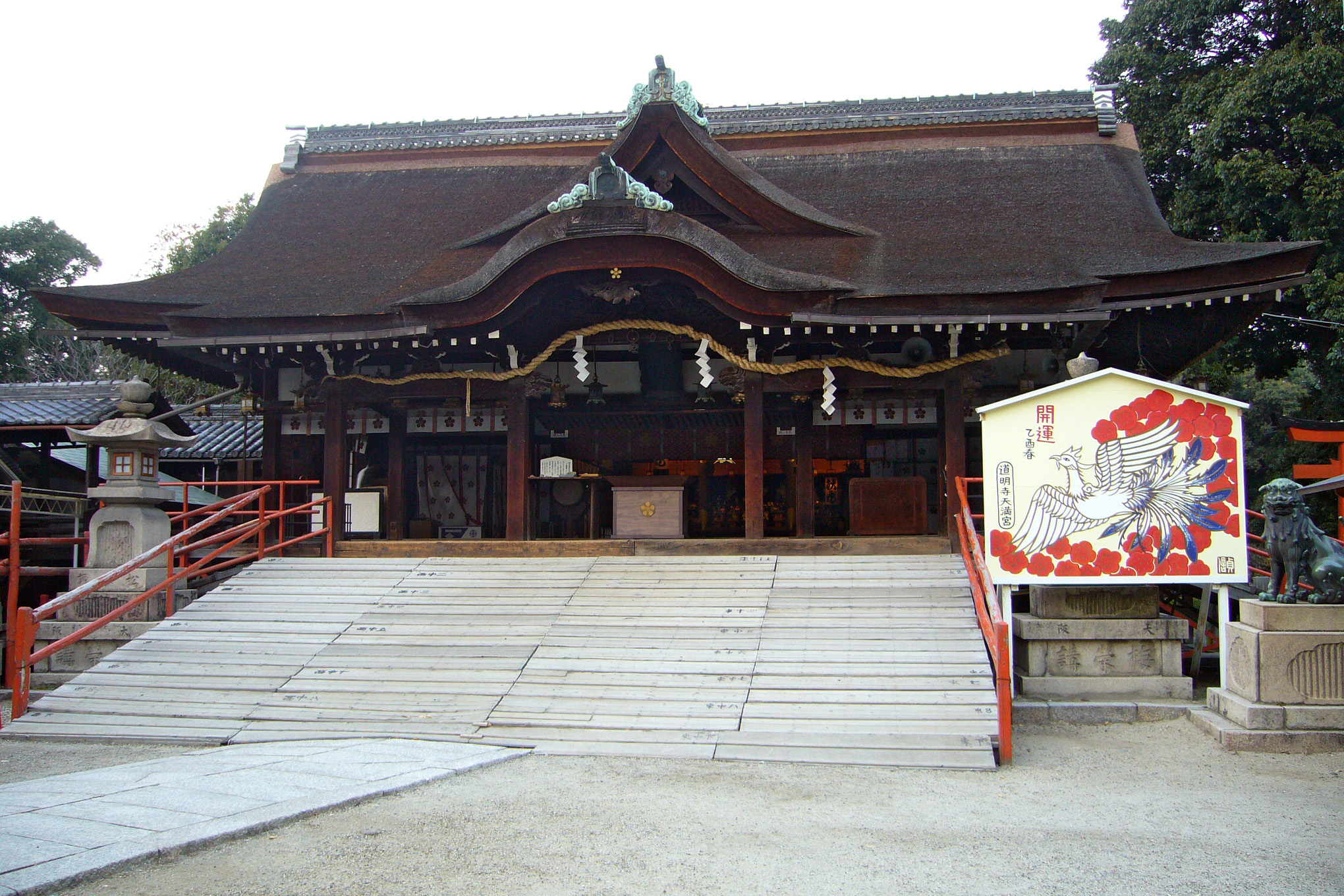
道明寺天満宮 （大阪府藤井寺市）
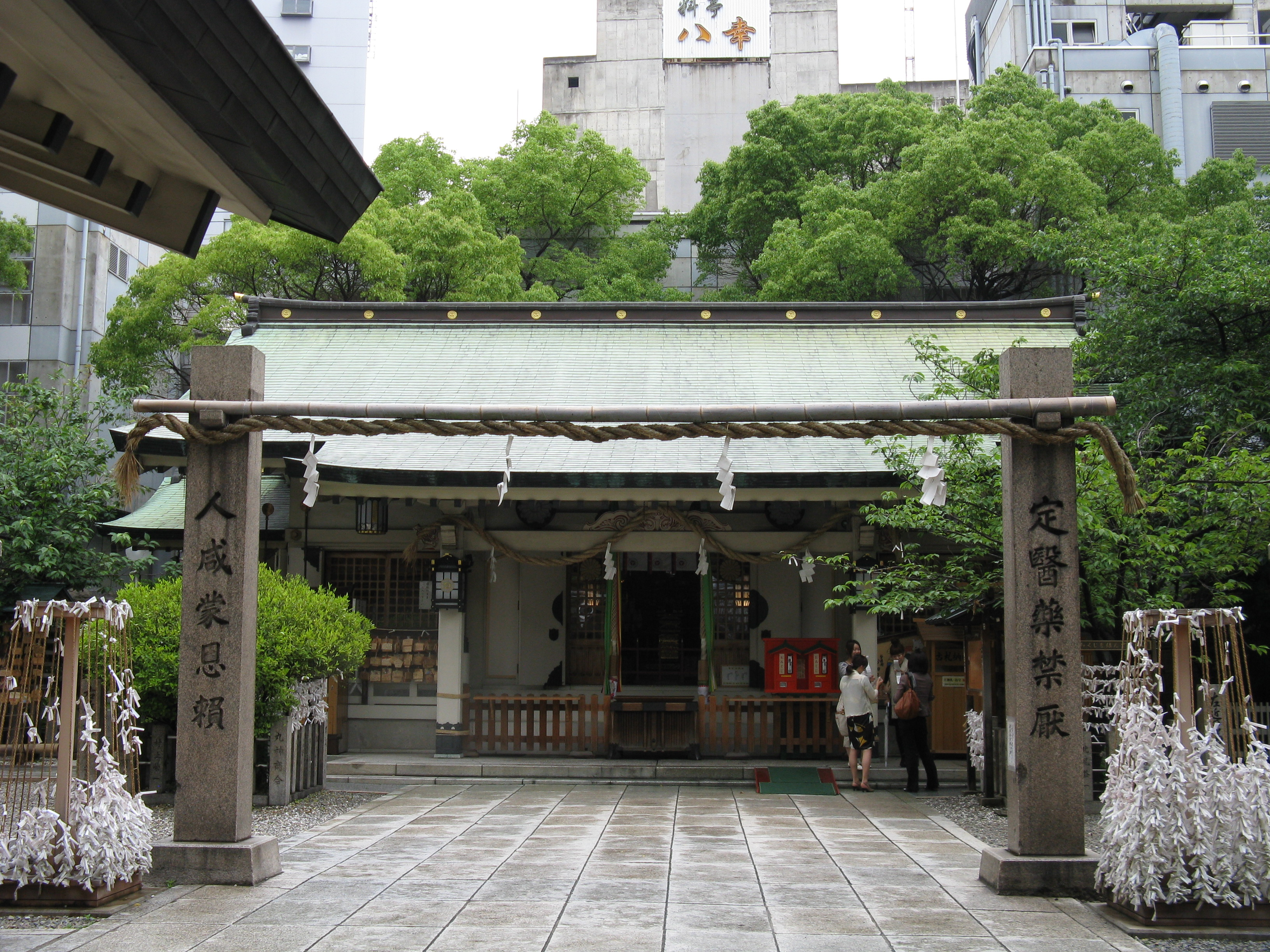
露天神社 （大阪府大阪市）
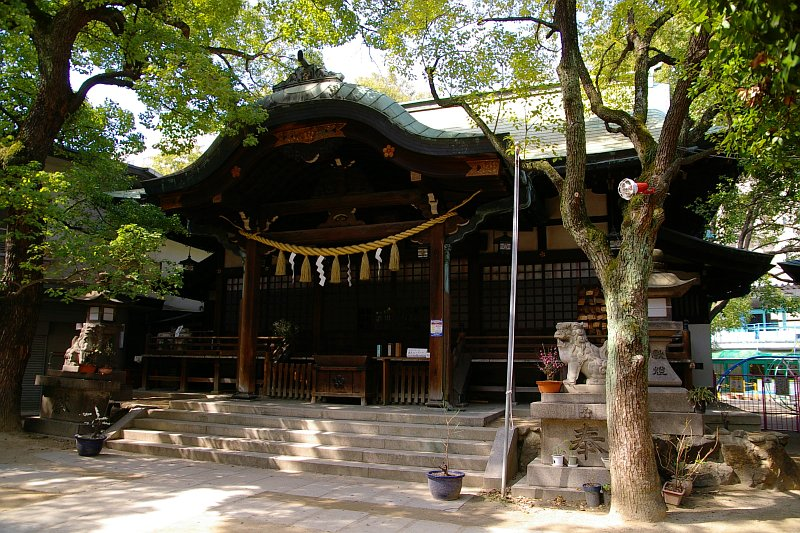
福島天満宮 （大阪府大阪市）
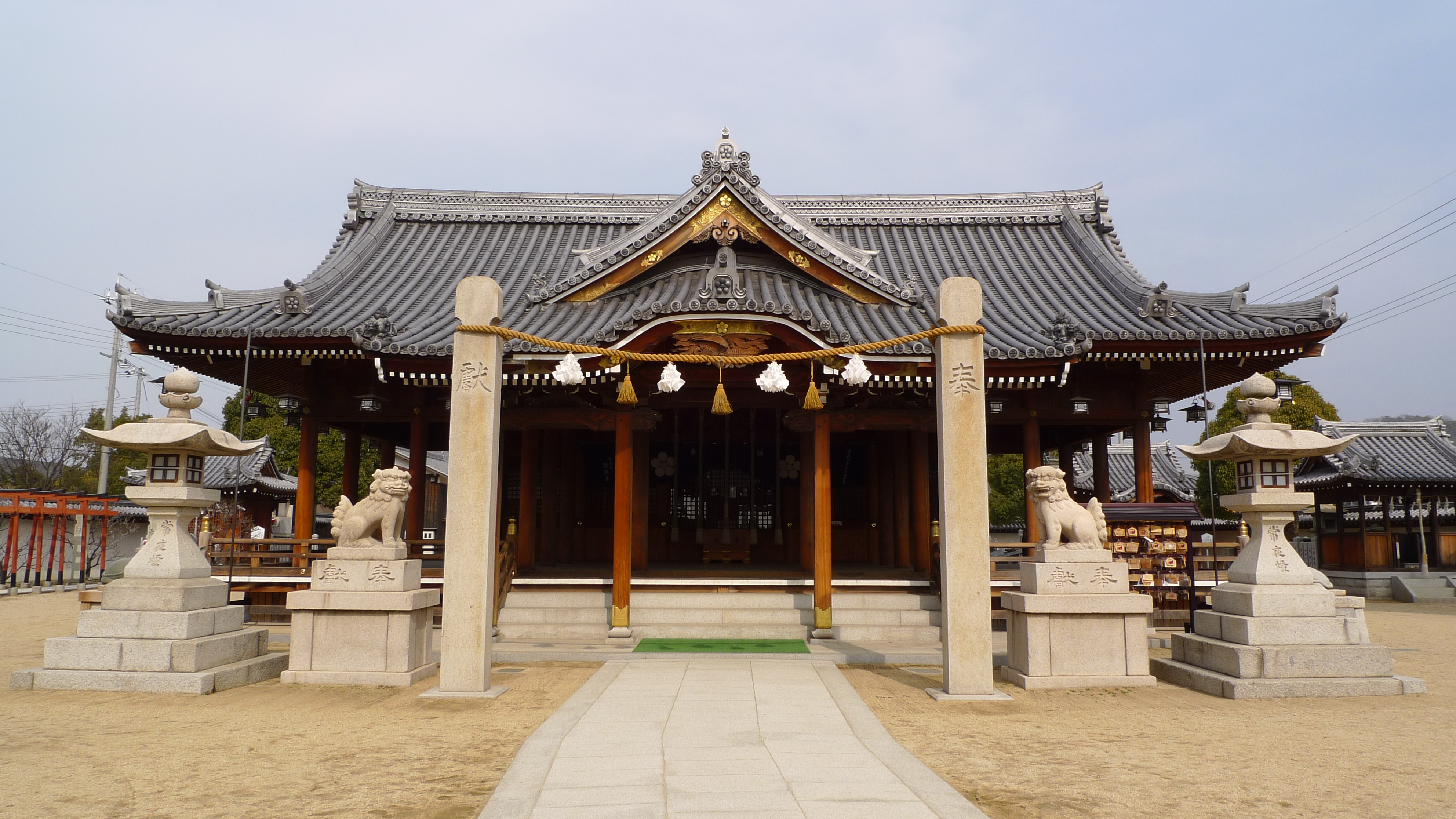
大塩天満宮 （兵庫県姫路市）
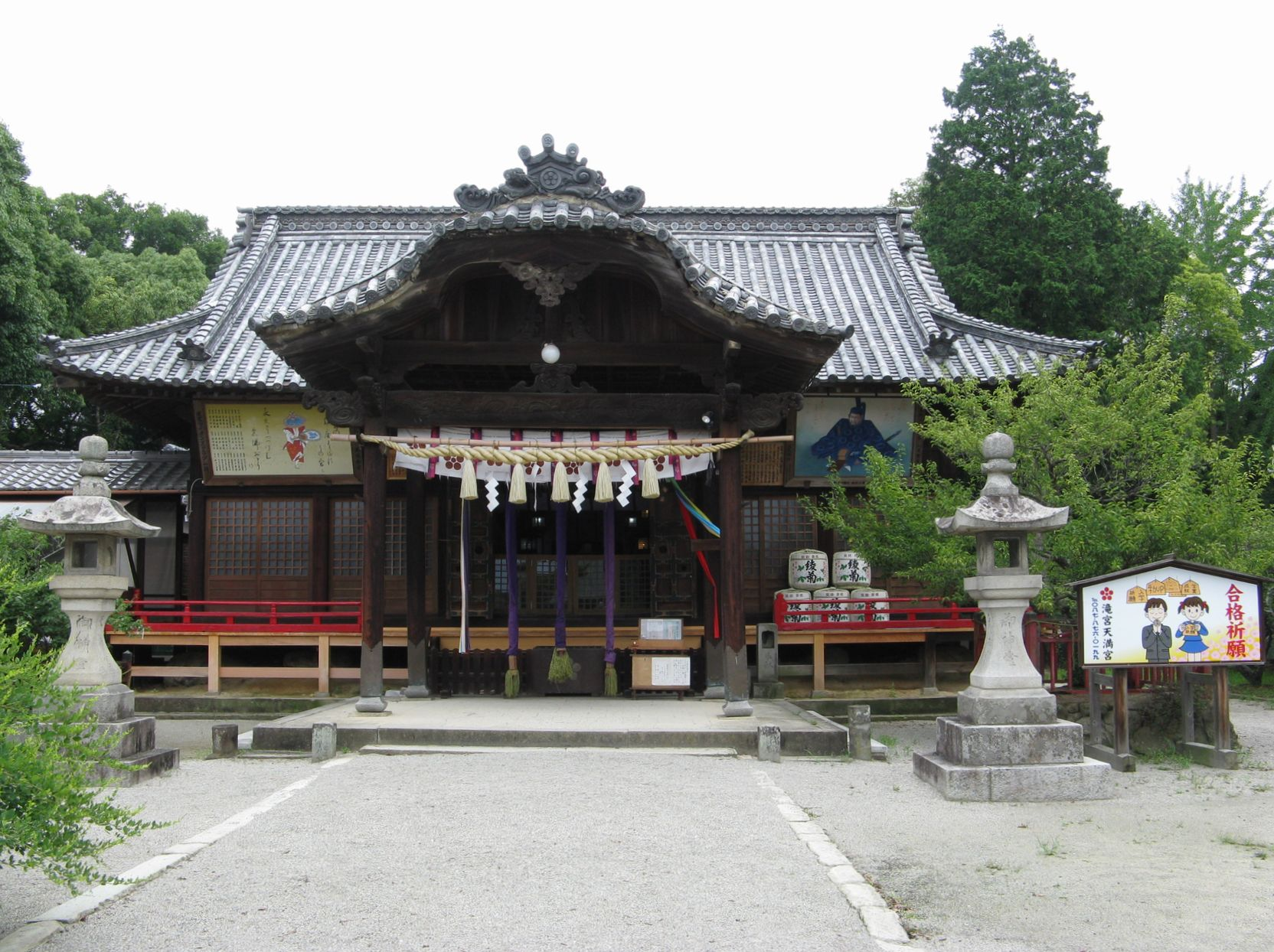
滝宮天満宮 （香川県綾川町）
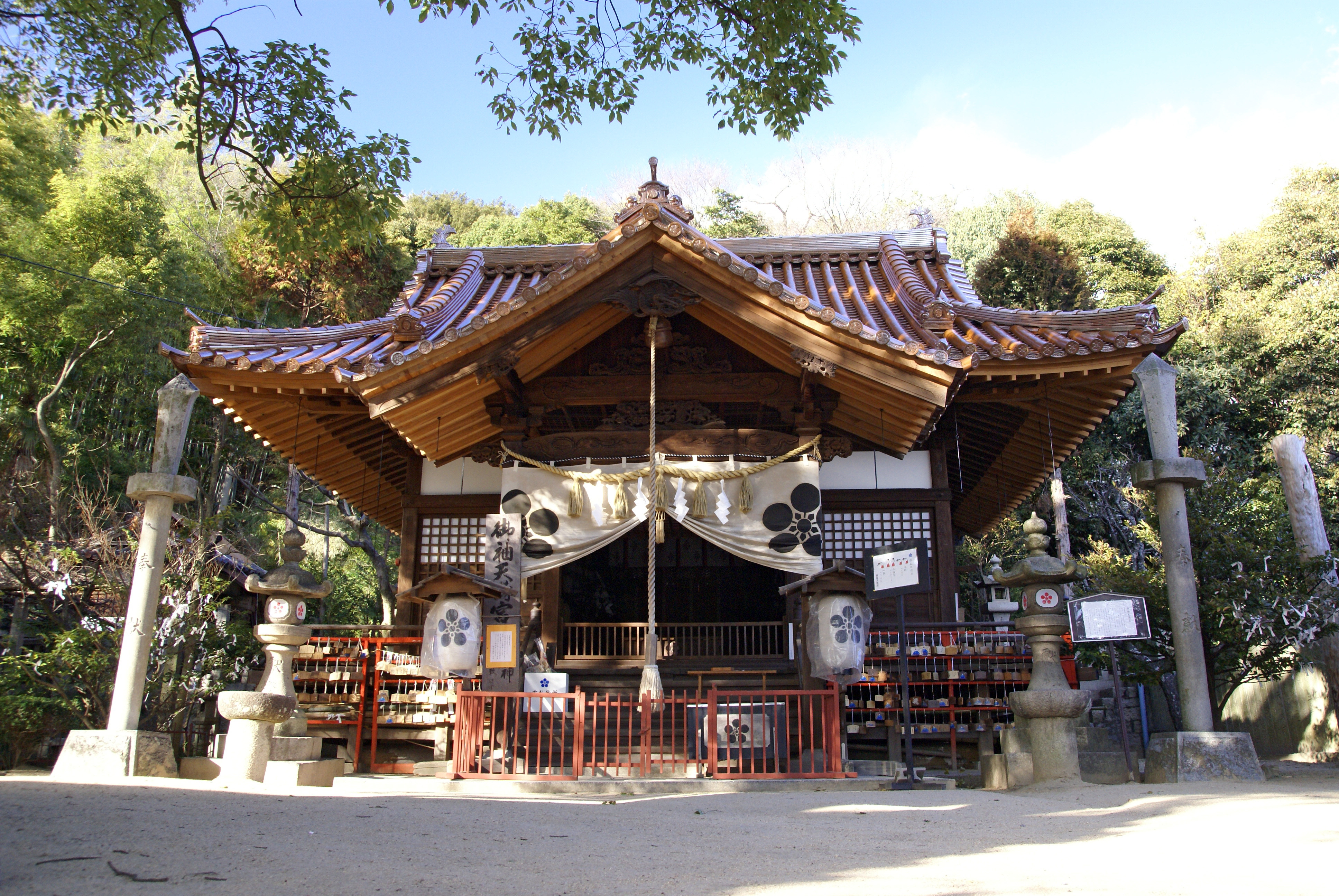
御袖天満宮 （広島県尾道市）
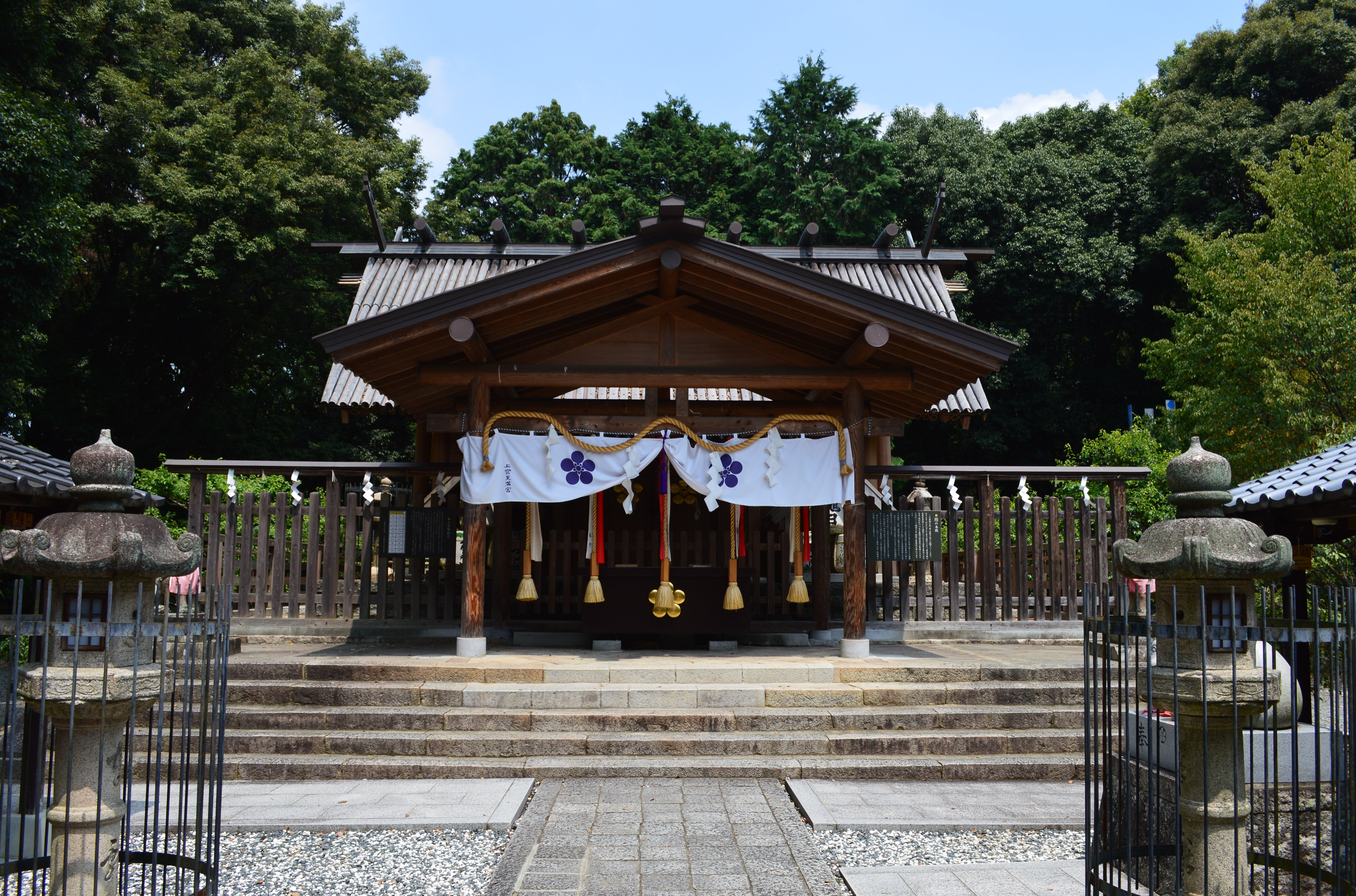
上宮天満宮 （大阪府高槻市）